# مهرويية بالا (مقاطعة فارياب)
مهرويية بالا (بالفارسية: مهروییه بالا) هي قرية تقع في البلدة المركزية في إيران. يقدر عدد سكانها بـ 442 نسمة بحسب إحصاء 2016.